# 28. maj
28. maj je 148. dan leta (149. v prestopnih letih) v gregorijanskem koledarju. Ostaja še 217 dni.

## Dogodki
- 585 pr. n. št.:
  - konec šestdnevne bitke med lidijskim kraljem Aliatom II. in medijskem kraljem Kjaksarom
  - zgodi se Sončev mrk, ki ga je napovedal Tales
- 1503:
  - Anglija in Škotska podpišeta Večni mir
  - v skladu s papeško bulo papeža Aleksandra VI. se poročita Jakob IV. Škotski in Margaret Tudor
- 1588 – španska mornarica odpluje proti Angliji
- 1871 – konec Pariške komune
- 1903 – v Mariboru je ustanovljeno Zgodovinsko društvo za slovensko Štajersko
- 1919 – začetek ofenzive slovenskih in srbskih enot na Koroškem
- 1936 – Alan Turing objavi knjigo O izračunljivih številih (On Computable Numbers)
- 1937 – Neville Chamberlain je izvoljen za britanskega predsednika vlade
- 1940:
  - Belgija se preda Nemčiji
  - kralj Leopold III. Belgijski se razglasi za vojnega ujetnika
  - britansko-francosko-poljske enote zasedejo Narvik
- 1941:
  - britanska vojska se začne umikati s Krete
  - grški kralj in vlada se umakneta v Kairo
- 1942 – Mehika napove vojno silam trojnega pakta
- 1961 – v več časopisih izide članek Petra Benensona Pozabljeni zaporniki (angl. The Forgotten Prisoners), kar danes velja za ustanovitev Amnesty Internationala
- 1964 – ustanovljena Palestinska osvobodilna organizacija
- 1975 – z Lagoškim sporazumom je ustanovljena Gospodarska skupnost zahodnoafriških držav
- 1982 – Janez Pavel II. je po 450 letih prvi papež, ki obišče Združeno kraljestvo
- 1987 – Mathias Rust preleti zračni prostor Sovjetske zveze in pristane na Rdečem trgu v Moskvi
- 1995 – potres v ruskem Neftegorsku zahteva najmanj 2.000 žrtev
- 1998 – Pakistan izvede 5 jedrskih poskusov
- 1999 – po 22 letih restavratorskih del je v Milanu spet na ogled da Vincijeva Zadnja večerja

## Rojstva
- 1140 – Xin Qiji, kitajski pesnik († 1207)
- 1369 – Muzio Sforza, italijanski condottiero, ustanovitelj dinastije Sforza († 1424)
- 1370 – Ivan Neustrašni, burgundski vojvoda († 1417)
- 1524 – Selim II., turški sultan († 1574)
- 1588 – Pierre Séguier, francoski kancler († 1672)
- 1641 – baron Janez Vajkard Valvasor, slovenski plemič, polihistor, zgodovinar, topograf, etnograf, risar (tega dne je bil krščen) († 1693)
- 1660 – Jurij I., angleški kralj († 1727)
- 1738 – Joseph-Ignace Guillotin, francoski zdravnik († 1814)
- 1779 – Thomas Moore, irski pesnik († 1852)
- 1807 – Jean Louis Rodolphe Agassiz, švicarsko-ameriški zoolog, geolog († 1873)
- 1853 – Carl Larsson, švedski slikar († 1919)
- 1858 – Carl Rickard Nyberg, švedski izumitelj († 1939)
- 1881 – Daniel François Malherbe, južnoafriški pisatelj, pesnik, dramatik († 1969)
- 1884 – Edvard Beneš, češki državnik († 1948)
- 1892 – Joseph »Sepp« Dietrich, nemški nacistični general († 1966)
- 1901 – Anton Vodnik, slovenski pesnik († 1965)
- 1908 – Ian Lancaster Fleming, angleški pisatelj, novinar († 1964)
- 1912 – Patrick White, avstralski pisatelj, nobelovec 1973 († 1990)
- 1915 – Joseph Harold Greenberg, ameriški jezikoslovec († 2001)
- 1916 – Walker Percy, ameriški pisatelj († 1990)
- 1922 – José Craveirinha, mozambiški pesnik († 2003)
- 1923 – György Ligeti, madžarsko-avstrijski skladatelj († 2006)
- 1923 Nandamuri Taraka Rama Rao, indijski filmski igralec, filmski režiser, filmski producent († 1996)
- 1925 – Bülent Ecevit, turški politik in državnik († 2006)
- 1934 – Dušan Ferluga, slovenski patolog
- 1938 – Jerry »Mr. Clutch« West, ameriški košarkar
- 1944 – Rudy Giuliani, župan New Yorka
- 1945 – John Fogerty
- 1968 – Kylie Minogue, avstralska pevka
- 1983 – Jernej Damjan, slovenski smučarski skakalec
- 1990 – Rohan Dennis, avstralski cestni kolesar
- 1997 – Tino Mamić, slovenski zgodovinar, profesor, novinar, književnik in publicist
- 1999 – Cameron Boyce († 2019)
- 2001 – Lovro Planko, slovenski biatlonec

## Smrti
- 1023 – Wulfstan, nadškof Yorka, pridigar
- 1172 – Vitale II. Michiel, beneški dož
- 1242 – Guillaume Arnaud, francoski dominikanski inkvizitor
- 1357 – Alfonz IV., portugalski kralj (* 1291)
- 1365 – Roger de Pins, veliki mojster Rodoških vitezov
- 1779 – Thomas Chippendale st., angleški izdelovalec pohištva (* 1718)
- 1787 – Johan Georg Leopold Mozart, avstrijski violinist, skladatelj (* 1719)
- 1805 – Luigi Boccherini, italijanski skladatelj (* 1743)
- 1810 – Karel Avgust, kronski princ Švedske (* 1768)
- 1849 – Anne Brontë, angleška pisateljica (* 1820)
- 1900 – sir George Grove, angleški muzikolog (* 1820)
- 1937 – Alfred Adler, avstrijski psihiater (* 1870)
- 1972 – Edvard VIII., britanski kralj (* 1894)
- 1975 – Lung Chien, kitajski filmski režiser in filmski igralec (* 1916)
- 1980 – Rolf Herman Nevanlinna, finski matematik (* 1895)
- 1981 – Stefan Wyszyński, poljski kardinal (* 1901)
- 2001 – Francisco Varela, čilski biolog, filozof (* 1946)
- 2003 –
  - Oleg Grigorjevič Makarov, ruski kozmonavt (* 1933)
  - Ilya Prigogine, belgijski fizik, kemik ruskega rodu, nobelovec 1977 (* 1917)
- 2004 – Sergej Vrišer, slovenski umetnostni zgodovinar, muzeolog, konzervator (* 1920)

## Prazniki in obredi
- Etiopija – konec vojaškega vladanja
- Armenija – dan prve republike